# Partula calypso
Partula calypso é uma espécie de gastrópode da família Partulidae.
É endémica de Palau.